# ホテル・ナシオナル
「ホテル・ナシオナル」(Hotel Nacional)は、キューバ系アメリカ人歌手グロリア・エステファンの楽曲。『ミス・リトル・ハヴァナ』からセカンド・シングルとして発売された。グロリアによって書かれた本曲はダンスをしたい気持ち、パーティーに出向き、魅力的な様でいる様子を描いている。2012年2月3日にはフロリダ州・マイアミにあるカセヤ・センター（アメリカン・エアラインズ・アリーナ）のオーディエンス向けにビデオの一部分が公開された。
本曲はビルボードのラテン・ソングス・チャートにて首位で初登場を記録するなどの商業的成功を獲得、同チャートでの首位獲得はグロリアにとって初めてであるとともに、女性歌手が同チャートの首位を初登場で記録するのも初めてのことだった。更に本曲はパブロ・フローレス、ラルフィ・ロザリオ、マイク・クルズ、ファンク3Dといった数多くのDJによってリミックスされた。

## 背景
グロリアは2007年のアルバム『90マイル』の発売後、世界規模のツアーをこれ以上開催しないことを発表した。それから3年後、アメリカのプロデューサー、ファレル・ウィリアムスはグロリアに「アイ・キャント・ビリーヴ」と「ミス・リトル・ハヴァナ」の2曲を提供した、グロリアはそれらを気に入り、『ミス・リトル・ハヴァナ』に収録されている残りの曲達を共に手掛けることになった。アルバムの曲は英語で録音されたが、歌詞の中にはスペイン語やフランス語が使われている。奇しくもアルバムの発売は「コンガ」の発売25周年と同時期であり、アルバムを購入することで「コンガ」の25周年ヴァージョンがダウンロード出来る特典があった

## チャート成績
本曲はビルボードのトップ・ラテン・ソングスの2012年1月14日付のチャートで初登場1位を記録。グロリアにとっては15曲目の1位であり、更には彼女にとっても、女性歌手としても同チャートで初めての初登場首位を記録した。これによってグロリアはフアネス、エンリケ・イグレシアス、フアン・ガブリエル、マナー、リッキー・マーティン、ロメオ・サントス、マルコ・アントニオ・ソリス、ロス・テメラリオスと並んで同チャートで初登場首位を記録したことのあるアーティストの仲間入りを果たすことになった。「ホテル・ナシオナル」で獲得した首位によってグロリアは同チャートで最も首位を記録した女性歌手としての記録を伸ばし、全体でもエンリケ・イグレシアスとルイス・ミゲルに次いで3番目に多い首位獲得作を持つアーティストとなった。

## チャート

### ウィークリー・チャート
| チャート(2011–2012)                  | 最高 順位 |
| ------------------------------------ | --------- |
| Mexico Billboard Pop Español Airplay | 47        |
| US Billboard Latin Songs             | 1         |
| US Billboard Hot Club Dance Play     | 1         |

### 年間チャート
| チャート (2012)               | 最高 順位 |
| ----------------------------- | --------- |
| US Billboard Dance/Club Songs | 30        |
| US Billboard Tropical Songs   | 50        |